# Benzonia
Benzonia est un village du comté de Benzie, dans l'État du Michigan, aux États-Unis. En 2020, il comptait une population de 551 habitants.